# إياد راضي
إياد راضي  (22 شباط/فبراير 1964 -)، ممثل عراقي.

## السيرة الذاتية
إياد راضي مؤنس الماجدي ممثل عراقي من مواليد 1964 ولد في محافظه ذي قار (الناصرية) من قضاء الفجر خريج أكاديمية الفنون الجميلة لعام 1987 قسم الفنون المسرحية متزوج وله أربعة اولاد (رضا ومحمد وحيدر ومصطفى). حاز على جائزة الدولة التشجيعية كأفضل ممثل في مسلسل (القضية 238) وجائزة الإبداع الكبرى من مهرجان المنتدى السابع عن مسرحية (درس).
قدم إلى جانب الأعمال الكوميدية مسلسلات درامية، ونجح في (الحب والسلام) الذي أنتجته قناة السومرية وعرضته على شاشتها، ونال من خلاله أكثر من لقب منها أفضل ممثل لعام 2009. وإلى جانب الحب والسلام، لعب راضي على قناة السومرية بطولة مسلسل (شناشيل حارتنا) وذلك من خلال تجسيده لشخصية (سلام) الابن الكبير لعائلة تضم الأم الطيبة وابنها العاق الصغير الذي قام بقتل ابن جارهم! ونتيجة لهذه الحادثة تضطر العائلة إلى مغادرة العراق لتستقر في العاصمة السورية دمشق.
قدم في رمضان 2011 ببطولة مسلسل (عائلة سبايكي) على السومرية والذي استقطب نسبة متابعة عالية. كذلك قام الممثّل أياد راضي بتصوير مسلسل سيت كوم جديد عرض على شاشة السومرية في رمضان 2012، يحمل عنوان (فندق قدري) في هذا العمل يلعب راضي دور (قدري) الذي يواجه صعوبات كثيرة لإيجاد زبائن للفندق الذي يملكه.

## أهم الأعمال

### أعماله في قناة الشرقية
| التسلسل | اسم المسلسل     | تاريخ العرض | النوع                 | تأليف                                                | المخرج              |
| ------- | --------------- | ----------- | --------------------- | ---------------------------------------------------- | ------------------- |
| 1       | دولة الرئيسة    | 2009        | مسلسل كوميدي          | فاضل البغدادي                                        | إخراج أوس الشرقي    |
| 2       | فلم هندي        | 2010        | مسلسل كوميدي          | إسامة الشرقي                                         | إخراج أوس الشرقي    |
| 3       | سامبا           | 2011        | مسلسل كوميدي          | محمد خماس                                            | إخراج مهند أبو خمرة |
| 4       | صندقجة          |             | برنامج كوميدي         | علي حنون                                             | إخراج علي حنون      |
| 5       | الريس           | 2012        | مسلسل كارتوني كوميدي  | محمد خماس                                            | إخراج مهند أبو خمرة |
| 6       | زرق ورق         | 2014        | وهوه مسلسل كوميدي     | ورشة سيناريو                                         | إسامة الشرقي        |
| 7       | زرق ورق 2       | 2015        | تكميل للجزء الاول     | ورشة سيناريو                                         | إسامة الشرقي        |
| 8-      | نجوم الظهر      | 2012        | مسلسل كوميدي          | إسامة الشرقي                                         | اوس الشرقي          |
| 9       | شلش من حي التنك | 2013        | مسلسل كارتوني كوميدي  | محمد خماس                                            | مهند أبو خمرة       |
| 10      | م م             | 2013        | مسلسل درامي           | عبد الخالق كريم                                      | حسن حسني            |
| 11      | زرق ورق 3       | 2017        | تكميل للاجزاء السابقة | ورشة سيناريو                                         | أسامة الشرقي        |
| 12      | غسل ولبس        | 2016        | مسلسل كوميدي          | محمد خماس                                            | علي عباس            |
| 13      | زرق ورق 4       | 2018        | تكميل للاجزاء السابقة | ورشة سيناريو                                         | أسامة الشرقي        |
| 14      | شلع قلع         | 2019        | مسلسل كوميدي          | حسين النجار حامد المالكي محمد قاسم ناصر طه اياد راضي | سامر حكمت           |
| 15      | كمامات وطن      | 2020        | قضايا اجتماعية        | مجموعة من المؤلفين                                   | سامر حكمت           |
| 16      | كمامات وطن2     | 2021        | قضايا اجتماعية        | مجموعة من المؤلفين                                   | سامر حكمت           |
| 17      | مامات وطن       | 2022        | قضايا اجتماعية        | مجموعة من المؤلفين                                   | سامر حكمت           |

أعماله في قناة الرشيد
| التسلسل | أسم العمل    | تاريخ العرض | النوع        | تأليف                      | إخراج                      |
| ------- | ------------ | ----------- | ------------ | -------------------------- | -------------------------- |
| 1       | أكبر كذاب 1  | 2012        | مسلسل كوميدي | حسين النجار -فاضل البغدادي | علي أبو خمرة مهند أبو خمرة |
| 2       | أكبر كذاب2   | 2013        | مسلسل كوميدي | حسين النجار- محمد خماس     | علي أبو خمرة مهند أبو خمرة |
| 3       | عائلة سويجات | 2014        | مسلسل كوميدي | محمد خماس                  | علي أبو خمرة مهند أبو خمرة |

### أعماله في قناة السومرية
| التسلسل | اسم المسلسل   | تاريخ العرض | النوع        | المخرج           |
| ------- | ------------- | ----------- | ------------ | ---------------- |
| 1       | الحب والسلام  | 2009        | مسلسل درامي  | إخراج ثامر اسحاق |
| 2       | شناشيل حارتنا | 2010        | مسلسل درامي  | إخراج ثامر اسحاق |
| 3       | عائلة سبايكي  | 2011        | مسلسل كوميدي |                  |
| 4       | فندق قدري     | 2012        | مسلسل كوميدي | إخراج ثامر اسحاق |

### أعماله في قناة البغدادية
| اسم المسلسل | النوع         |
| ----------- | ------------- |
| رونك سايد   | برنامج كوميدي |
| قنبر علي    | مسلسل دراما   |

### أعماله في قناة العراقية
| التسلسل | اسم المسلسل  | تاريخ العرض | النوع        | المخرج               |
| ------- | ------------ | ----------- | ------------ | -------------------- |
| 1-      | اولاد الحجي  | 2009        | مسلسل درامي  |                      |
| 2-      | عودة وسعودة  | 2017        | مسلسل كوميدي | إخراج اكرم كامل      |
| 3-      | قوارب الروح  | 2017        | مسلسل درامي  | إخراج جبار المشهداني |
| 4-      | دولاب الدنيا | 2021        | مسلسل كوميدي | إخراج جمال عبد جاسم  |

### أعماله في قناة دجلة
| التسلسل | اسم المسلسل | تاريخ العرض | النوع        | تاليف وإخراج  |
| ------- | ----------- | ----------- | ------------ | ------------- |
| 1-      | شابجات      | 2018        | مسلسل كوميدي | عمران التميمي |

### أعماله في قناة هنا بغداد
| اسم المسلسل   | تاريخ العرض | النوع           | المخرج     |
| ------------- | ----------- | --------------- | ---------- |
| -البقلاوية    | -2013       | - برنامج كوميدي | رأفت البدر |
| -عيد وشجن     | - 2014      | - مسلسل كوميدي  | رأفت البدر |
| -مذكرات سعدون | - 2014      | - مسلسل كوميدي  | رأفت البدر |

### أعماله في قناة السلام
56 - 2014 - إخراج إياد راضي

### أعماله في قناة mbc1
| اسم العمل   | الحلقة      | السنة | أخراج      |
| ----------- | ----------- | ----- | ---------- |
| مسلسل سيلفي | بيض الشيطان | 2015  | أوس الشرقي |

## الجوائز
| السنة | الجائزة             | الفئة     | العمل الفني | النتيجة | مراجع |
| ----- | ------------------- | --------- | ----------- | ------- | ----- |
| 2019  | جائزة الهلال الذهبي | أفضل ممثل | شلع قلع     | فوز     | [ 2 ] |

## روابط خارجية
- إياد راضي على موقع IMDb (الإنجليزية)
- إياد راضي على موقع قاعدة بيانات الأفلام العربية
- إياد راضي على موقع قاعدة بيانات الفيلم (الإنجليزية)